# Классен, Рене
Рене Нико Хюбертюс Классен (нидерл. René Nico Hubertus Klaassen, 4 марта 1961, Велп, Нидерланды) — нидерландский хоккеист (хоккей на траве), полевой игрок. Бронзовый призёр летних Олимпийских игр 1988 года, участник летних Олимпийских игр 1984 года, чемпион мира 1990 года, чемпион Европы 1987 года.

## Биография
Рене Классен родился 4 марта 1961 года в нидерландском городе Велп.
Играл в хоккей на траве за «Вагенинген» и «Кампонг».
В 1984 году вошёл в состав сборной Нидерландов по хоккею на траве на летних Олимпийских играх в Лос-Анджелесе, занявшей 6-е место. Играл в поле, провёл 4 матча, забил 1 мяч в ворота сборной Великобритании.
В 1987 году завоевал золотую медаль чемпионата Европы в Москве и серебряную медаль Трофея чемпионов.
В 1988 году вошёл в состав сборной Нидерландов по хоккею на траве на летних Олимпийских играх в Сеуле и завоевал бронзовую медаль. Играл в поле, провёл 7 матчей, мячей не забивал.
В 1990 году завоевал золотую медаль чемпионата мира в Лахоре.
В течение карьеры провёл за сборную Нидерландов 126 матчей, забил 3 мяча.